# 威爾斯登
威爾斯登是英國倫敦西北部的一個地區，在行政區劃上屬於布倫特倫敦自治市。威爾斯登位於查令十字西北5英里（8公里）處。在歷史上威爾斯登屬於米德塞克斯郡。1965年，威爾斯登被劃入大倫敦地區。